# 데이비드 그라프

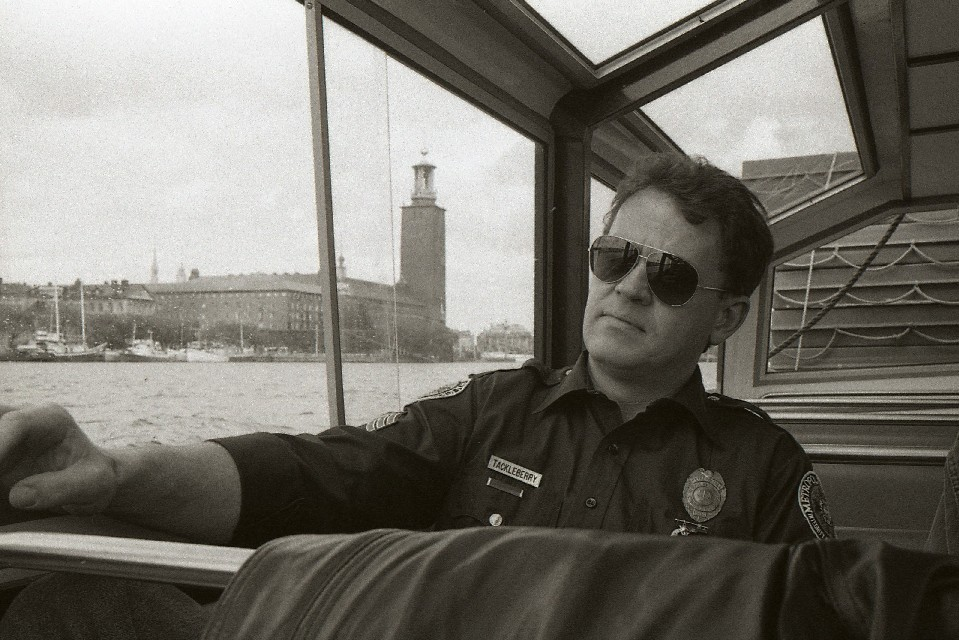

데이비드 그라프(David Graf, 1950년 4월 16일 ~ 2001년 4월 7일)는 미국의 텔레비전 배우, 영화배우, 성우이다.
피닉스에서 사망하였다. 사인은 심근 경색이다.  오하이오주에 매장되었다. 폴리스 아카데미 출연 배우 중 가장 먼저 사망했다.

## 영화
- 페어 게임 2 (2001년)
- 룰스 오브 인게이지먼트 (2000년)
- 웨스트 윙 시즌1 (1999년)
- 약속된 땅 (1996년)
- 시티즌 루스 (1996년)
- 고공납치 (1996년)
- 브래디 펀치 (1995년)
- 폴리스 아카데미 7 - 모스크바 임무 (1994년)
- 퍼스트레이디 특수 경호대 (1994년)
- 수처 (1993년)
- 아메리칸 킥복서 2 (1993년)
- 스텝 바이 스텝 (1991년)
- 폴리스 아카데미 6 (1989년)
- 더 타운 불리 (1988년)
- 시경 강력반 (1988년)
- 폴리스 아카데미 5 - 마이애미 비치 임무 (1988년)
- 마녀의 심판 (1987년)
- 폴리스 아카데미 4 - 시민 순찰대 (1987년)
- 폴리스 아카데미 3 - 재훈련 (1986년)
- 폴리스 아카데미 2 - 첫임무 (1985년)
- 폴리스 아카데미 (1984년)
- 탐정수첩 (1983년)
- 매혹의 소나타 (1981년)